# エール (ビール)

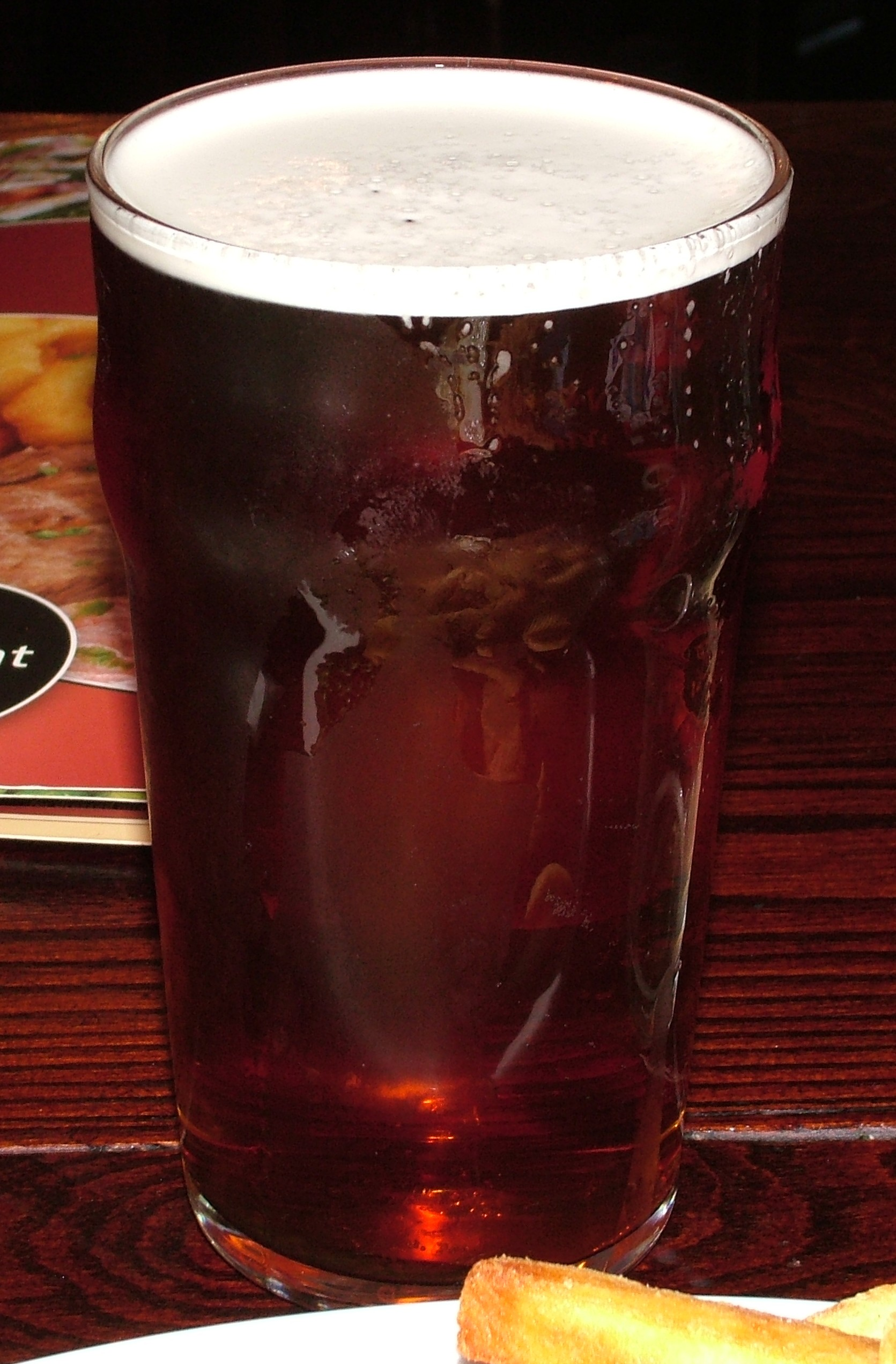
エール

エール（英: Ale）は、ビールの一種。上面発酵で醸造される。大麦麦芽を使用し、酵母を常温で短期間で発酵させ、複雑な香りと深いコク、フルーティーな味を生み出したビールのスタイルである。
エールのほとんどは、ホップを使用する。ホップはビールの保存を助け、苦味と香りを与えて麦芽の甘味とバランスを取る。ビールの他のスタイルはラガーであり、下面発酵である。

## 概要
メリビオース(二糖類)を発酵に利用できない出芽酵母 (Saccharomyces cerevisiae) と麦芽糖（マルトース）や三糖類のマルトトリオースを発酵に利用できる雑種高次倍数体菌株を用い、常温（15℃から20℃前後）で短い期間で発酵を行う。盛んに炭酸ガスを出すため、最終的に酵母が浮かんで上面で層を作ることから、上面発酵と呼ばれる。独特の香味は、二糖類以外も発酵に利用できる菌株の作用と低窒素状態での発酵によると考えられている。
一般に、上面発酵のほうが醸造は容易である。19世紀以降にラガーが爆発的に普及するまでは、ビールといえばエールであった。また、東洋より茶が入る以前のイギリスでは、ホップを用いないエールが水とならんで最も日常的に飲まれた飲料であったとみられる。当時のイギリスの庶民にとってワインやサイダー（リンゴ酒）は日常の飲料ではなかった（これらは高価であったのと同時に、貴族などの上流階級の者たちが独占していたことも要因だった）。

## エールの歴史

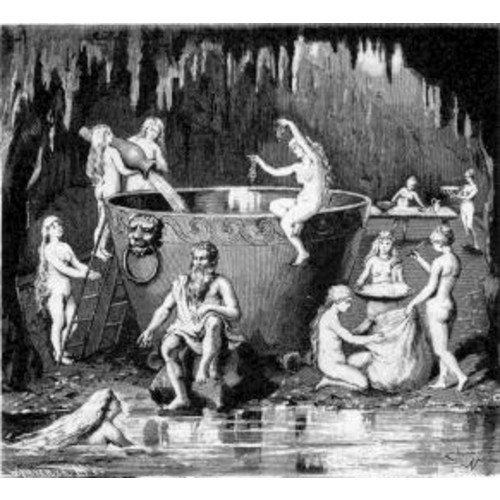
北欧神話で、エーギルとラーン、9人の娘たちが大きな鍋でミードやエールを醸造する

ホップを使用したビールが15世紀にオランダからイングランドに輸入されるようになるまで、「エール」という名前はホップが加えられていない醸造酒のみに使われ、「ビール」はホップを加えての醸造を示していたが、この区別はもはや使われていない。
ホップは、一般に苦味を与えて甘味とのバランスを取り、防腐剤の役割を果たす。エールは、概してハーブと香辛料を混ぜたグルートをホップの代わりに添加し防腐剤にするとともに味と香りをつけていた。
エールは、中世に主食であるパンと一緒に飲む重要な飲み物であった。
英語「ale」は、古英語の ealu に由来し、ゲルマン祖語の形は *aluth- である。デンマーク語: øl・スウェーデン語: öl （いずれも意味は「ビール」）などと同語源である。

## 現代のエール
現代のエールは、使用する酵母の株と発酵温度で一般に定義される。エールは通常上面発酵で醸造されるが、フラーズ (Fullers) および Welton を含む多くのイギリスの醸造所では、上面発酵の特性が顕著でないエール酵母株を使用する。エールを区別する重要な要素は、発酵が高温であり、ラガーより早く発酵することである。

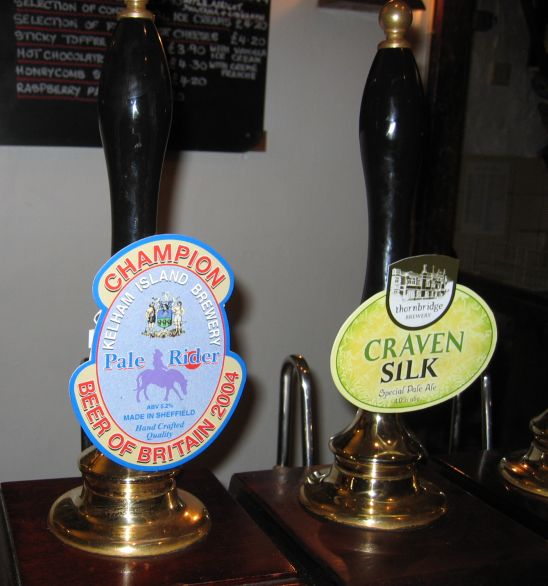
カスク・エールのハンドポンプ

エールは、通常 15〜24℃ (60〜75°F) で発酵する。この温度で、酵母は大量のエステルおよび付随する風味と香りを生成し、結果として「フルーティー」な生成物となり、リンゴ、洋ナシ、パイナップル、バナナ、スモモ、またはプルーンに似た香りとなる。典型的なエールはラガーよりも甘味があり、コクがある。
エールとラガーの分類分けが困難なものもある。スチームビール、ケルシュ、および現在の British Golden Summer Beers は、ラガーとエールの両方の要素を使用する。バルティック・ポーターとビエール・ド・ギャルドは、ラガーとエールいずれかの手法または両方の組み合わせで作られる。しかしながら、ラガーはエールよりすっきりとした切れのよい、軽い味わいである。
エールと分類されるビールは、主に大麦麦芽を使用するが、エールの醸造手法を行う白ビールは、小麦を使用する。
アメリカ合衆国の州、特に西部では、「エール」は発酵法や使用する酵母にかかわらず、「ビール」よりもアルコール度が強い、穀物を発酵した飲み物であると、州法で定義されている。
多くの国では、アルコール飲料の種類、特にラガーとアルコポップ（果汁や香料を混ぜたアルコール飲料）が増えるにつれ、エールは人気を失った。

## エールの種類

### ペールエール
ペールエール (Pale ale) は、淡色麦芽を使用して醸造する。伝統的な例はイギリスのパブの『ビター』（英語: Bitter）である。アルコール度数は 4.4%-5.4%である。ホップの度合いも様々で、ほとんど気づかないレベルからインディア・ペールエールの例のように 100 IBU 超まで幅広い。インディア・ペールエール (IPA) は、当初はイギリスからアジアの植民地に運ぶ間腐敗を防ぐように、ホップを強めて濃い比重で醸造された。しかし、この用語は今日、"session bitter" またはスーパープレミアム・ペールエールを示す。アンバーエールは、やや濃いスタイルを示す北アメリカの用語であり、この名前はフランス語の ambrée に由来するとされる。

#### ライト・エール
イングランドでは、ライト・エールは瓶詰めの基本的なビターである。スコットランドでは、『ライト』は比重が最も軽い樽詰めのビールを示し、色が濃いことが多い。いずれも『低カロリー』を示す語ではない。

#### レッド・エール
レッド・エールは赤みのある液色をしたエール。アイルランド発祥のもの、ベルギー発祥のもの、アメリカ発祥のものがある。ベルギー発祥のものは酸味があり、アメリカ発祥のものはアイルランド、ベルギーのものに比べて苦味が強い。一般的に低アルコール（一般に4%くらい）であるが、アメリカ発祥のインペリアル・レッドエールのようにアルコール度数が高いもの（8%から10%）もある。

### ブラウン・エール
ブラウン・エールは色の濃い大麦麦芽を使用する。イギリスのマイルド・エールとベルギーのオード・ブラインが例である。ホップが軽く、かなり口当たりのよい風味であり、ナッツの味がすることが多い。イングランド南部では、濃い茶色でアルコール度数は 3〜3.5% であり非常に甘い。北部では赤茶色で 4.5〜5% で甘みが少ない。イギリスのブラウン・エールは1900年代はじめに現れ、マンズ・ブラウンエールとニューキャッスル・ブラウンエールが最も知られている。1980年代前半に北アメリカの地ビールで、このスタイルが人気となった。ピーツ・ウィキッド・エール (en:Pete's Wicked Ale) が例であり、イングランドのオリジナルと同様だがかなりホップが効いている（ピーツ・ウィキッド・エールは2000-2001年醸造シーズンにホップの減量、チョコレート・モルト不使用、およびカラメル・モルトの増量という製法変更を行ったため、それ以前とはかなり異なる味わいとなっている）。

### ダーク・エール
ダーク・エールは、濃く焙煎した大麦麦芽を使用して醸造する。ポーターはロンドンのスタイルであり衰退していったが、近年特に北アメリカのシエラ・ネバダ等で復活した。ポーターの色は茶色から黒まで幅広く、アルコール度数の強いものは「スタウト・ポーター」また「スタウト」として知られている。イングランドでは様々なスタウトが醸造された。アルコール度数3.7%で醸造され乳糖が加えられたマッキソンに代表される甘いスイートスタウトから、最大アルコール度数10%の輸出向けの度数が強いスタウトまで幅広い。アイルランドでは、ギネスのような甘くないアイリッシュスタウトが人気となった。「インペリアルスタウト」または「インペリアル・ロシアン・スタウト」は同様に「強い」8〜10% のスタイルで、始めは冬に暖めるためにロシア宮殿に輸出されていた。

#### スコッチ・エール
スコットランド産のエールは一般に麦芽が効いている。スコットランドではあらゆる種類のエールが作られているが、「スコッチ・エール」はモルトの効いた、色の濃いビールとして世界的に使われている。麦芽は僅かに焙煎、または（ウィスキーのように）燻煙され、タフィーの風味付けがされる。

#### オールド・エール
イングランドのオールド・エール (Old ale) は度数の強いビールで、伝統的に約1年間貯蔵し、鋭く酸味の効いた風味を与える。この語は現在、やや強めのダーク・ビールを示し、伝統的なオールド・エールと同様に扱われている。オーストラリアでは区別することなく、ダーク・ビールの一般的な名前として使われている。ベルギーのオード・ブラインは伝統的なイギリスのオールド・エールと似ている。

## 他のエール

### ベルギー・エール
ベルギーでは様々な特産のエールが生産され、簡単に分類することは困難である。多種の色の薄いエールの生産に加え、全てのトラピストビールとアビィビールのほとんどがエールである。ベルギー・エールの多くはアルコール度数が高いが、蔗糖を多く含むため軽やかで、基本的に自然な風味を保ちアルコール度数を高めている。
トラピストビールは修道院で醸造される。世界中の171のトラピスト修道院のうち7箇所のみがビールを醸造し、その6つがベルギーにあり、もう1箇所はオランダにある。アビィビールは民間醸造所が修道院の名を使用して醸造するが、存在しない修道院も多く、名前を醸造所に認可する場合もある。

### ジャーマン・エール
ジャーマンエールは、比較的低温で発酵する傾向があり、麦汁生成の相違によりイギリスやベルギーのエールよりコクがある。伝統的なドイツの麦芽糖化手法により多くのオリゴ糖が生成され、ビールのボディーを生成する。ケルンのペール・エール、ケルシュとアルトビール（デュッセルドルフが有名であるがドイツ西部の他の地域でも生産される）が最も知られている。ヘーフェヴァイツェンやベルリナー・ヴァイス (Berliner Weisse) といった小麦ビールは製法はエールであるが、異なる風味を持つ。特にヘーフェヴァイツェンはバナナに似たエステルの風味が特徴である。

### クリーム・エール
クリーム・エールはアメリカンスタイル・ラガーと関連する。一般に軽く爽やかな風味に醸造され、淡い黄色から淡い金色である。ホップと麦芽の風味は通常抑えられるが、幾つかの醸造所はより積極的な特徴を与える。ジェネシー・クリームエールとリトルキング・クリームエールが例である。クリーム・エールは上面発酵であるが、一次発酵が完了した後、通常冷蔵保存または貯蔵期間を持つ。これによりフルーティーなエステルを減らし、爽やかな風味をビールに与える。ある例では冷蔵保存段階でラガー酵母が加えられ、ラガービールとブレンドされることさえある。ボディと風味を軽くするため、トウモロコシ粉や米などが加えられるが、麦芽 100% の例もある。

## エールに属するスタイル
- アルトビール (Alt Bier)：デュッセルドルフやミュンスターで作られている苦味の強いもの
- アンバー・エール (Amber Ale)
- インディア・ペール・エール (India Pale Ale)
- ウィート (Wheat)：ヴァイツェンのアメリカ版
- ヴァイツェン (Weizen)：バイエルン地方で作られる炭酸含有量が多いもの。少し白みがかった金色で、甘い独特のフルーティーな香りがする。
- ケルシュ：淡黄色でドイツのケルン周辺で作られる
- スタウト (Stout)
- ダーク・エール (Dark Ale)
- バーレーワイン (Barley Wine)：大麦 (Barley) で作ったワインという意味でアルコール度数が高いエール
- ブラウン・エール (Brown Ale)
- ベルジャンスタイルホワイト
- ペールエール (Pale Ale)
- ポーター (Porter)：イギリス原産。黒色、荷物運びのポーターに人気なのでこの名が付いた。